# درباره آزادی
دربارهٔ آزادی (به انگلیسی: On Liberty) رساله‌ای فلسفی نوشته فیلسوف بریتانیایی، جان استوارت میل در سال ۱۸۵۹ میلادی است. این رساله برای خوانندگان دوره ویکتوریایی درون‌مایه‌ای تندورانه داشت زیرا از اخلاق فردی پشتیبانی کرده و بر رهایی اقتصادی از دولت تأکید می‌کند.
در این رساله، جان استوارت میل یکی از پیچیده‌ترین مفاهیم فلسفی یعنی آزادی را مورد مطالعه قرار داده و کوشیده‌است حدود آزادی فردی و اصول آن را روشن سازد و رابطه آن را با قدرت و سلطه اجتماع نشان دهد.
جان استوارت در اوایل سده نوزدهم به دنیا آمد و در میانه‌های همین سده، کتاب دربارهٔ آزادی را نوشت و در این کتاب با طرح این نکته که حتی «حکومت اکثریت می‌تواند به دیکتاتوری اکثریت منجر شود»، بر اهمیت حفظ آزادی‌های فردی تأکید می‌کند.
این نظریه‌پرداز انگلیسی که به دو مکتب لیبرالیسم و فایده‌باوری تعلق و اعتقاد داشته، دامنه اختیارات حکومت را «محدود به حفاظت افراد در برابر تعدی دیگران به آزادی‌های او» می‌داند، و استفاده از قدرت حکومت در محدودسازی اراده فرد را در جایی که مزاحم آزادی‌های دیگری نیست رد می‌کند.
بسیاری از نکاتی که او در نقد جامعه آن روز انگلستان در مورد حقوق مردم به ویژه اقلیت‌ها و دگراندیشان متذکر شده – از جمله حق زنان در مشارکت‌های سیاسی، اقتصادی و اجتماعی- امروز در قوانین این کشور اِعمال شده‌است.
استوارت میل بر این باور بود که پیشرفت سیاسی و اجتماعی یک کشور و بهتر شدن وضعیت و شهروندان آن، تنها در صورت دست یافتن یکایک مردم به آزادی امکان‌پذیر است.

## الگوی مورد نظر
مدل جان استوارت میل از مردم‌سالاری، یک مدل اخلاقی در میان مدل‌های دموکراسی لیبرال است که بر شکوفایی انسان تأکید دارد. وی در رساله دربارهٔ آزادی، که یکی از آثار معروف اوست، ضمن دفاع از آزادی علیه دو خطر، می‌گوید:
«… اگر ما افراد جامعه را آزاد بگذاریم که ترتیب زندگانی خود را به هر نحوی که دل‌شان خواست بدهند و در همان حال از آن‌ها بخواهیم که ذوق و سلیقه انفرادی همدیگر را تحمل کنند (نه این که همدیگر را مجبور سازند که مطابق میل و سلیقه دیگران زندگانی کنند) در آن صورت برای ساختن دنیایی همکاری کرده‌ایم که زندگانی بشر در آن با سود و سعادت حقیقی توأم‌شدنی است … امروز تقریباً هیچ نیازی به توضیح یا اثبات این نظر نیست که ما نباید به یک هیئت مقننه یا مجریه که منافع‌اش با منافع خلق یکی نیست اجازه دهیم که برای افراد جامعه عقیده تجویز کند یا این که تصمیم بگیرد که چه نوع نظرات و دلایل باید به گوش مردم برسد… دوران زجر و کیفر دادن به نویسندگان و ناشران به جرم مطالبی که نوشته و عقایدی که پخش کرده‌اند به پایان رسیده‌است.»